# Odznaka Orła Harcerskiego
Odznaka Honorowa „Orła Harcerskiego” – honorowe odznaczenie harcerskie, nadawane przed II wojną światową przez Naczelnictwo Związku Harcerstwa Polskiego. Najwyższe odznaczenie honorowe w okresie międzywojennym. Odznaka była wykonana ze srebra, noszona na wstążce.